# مسجد عبد الحميد الثاني
مسجد عبد الحميد الثاني هو مسجد في عاصمة جيبوتي جيبوتي، وأكبر مسجد في جيبوتي. حيث اكتمل بناء المسجد في عام 2019 بتمويل من الرئيس التركي رجب طيب أردوغان.

## نظرة عامة
نوقشت فكرة إنشاء المسجد في عام 2015، في اجتماع بين رئيس جيبوتي إسماعيل عمر جيلي والرئيس التركي رجب طيب أردوغان، اكتمل في عام 2019، بتمويل من شركة ديانت التركية. سُمي على اسم السلطان العثماني عبد الحميد الثاني. يسع المبنى المشيد على الطراز العثماني 6 آلاف مصلي.

## بناء المسحد
بُنى المسجد على أرض مستصلحة. وافتُتح المسجد عام 2019، بحضور رئيس الوزراء عبد القادر كميل محمد. حيث بُنى المسجد على طراز إحياء عثماني. المسجد له مئذنتان يبلغ ارتفاع كل منهما 46 مترًا وقبة مركزية بارتفاع 27 مترًا.